# Hotaru Akane
Hotaru Akane (en japonés: 紅音 ほたる; romanizado: Akane Hotaru) (Osaka, 25 de octubre de 1983 - 15 de agosto de 2016) fue una actriz, AV Idol y activista en la lucha contra el Sida japonesa. Estuvo activa en muchos formatos de medios en Japón, incluido el cine convencional, y fue una popular bloguera. Su habilidad para la eyaculación femenina (usado el anglicismo squirt) en videos para adultos (AV) le valió a Akane el título de "ShiofukiQueen", similar al ostentado por Cytherea en la industria norteamericana. Se retiró del trabajo audiovisual en 2008.

## Vida y carrera

### Debut
Natural de Osaka, sus primeras apariciones fueron bajo el nombre artístico de Anna Akizuki, debutando con éste como AV Idol para una serie de trabajos en febrero de 2004, como Faithful Dog. ´Saseko´, que ganó el premio al Mejor título AV en los Premios Takeshi Kitano. En junio de 2004, apareció en videos en solitario como Milky Sports para el estudio Milky Prin. Más tarde, ese año, actuó en otras producciones para los estudios Moodyz y Wanz Factory. En noviembre de 2004 participaba en la producción de temática cosplayer Uniform Collection / Anna Akizuki, en la que vestía diversos uniformes escolares, una forma popular de fetichismo de la ropa del mundo audiovisual nipón. En 2005, Weekly Playboy otorgó a Akane el título de "Actriz revelación del año" en sus Premios de la Academia AV, ganando también un premio a la Mejor actriz por excelencia en los Premios SOD de 2006.
El lanzamiento de la productora Kuki en enero de 2006, Cutie Clips, le dio al espectador la experiencia de tener una "historia de amor virtual" con varias de las mejores actrices AV. El segmento de Akane era una "cita virtual" en la playa. En el mes de septiembre, actuó en Dream School 10, de Moodyz, que ocupó el segundo lugar en la competencia AV Open de 2006. También participó en otro video de múltiples actrices, Special Galactic All-Stars, de Real Works, que ganó un Premio Especial en el mismo concurso.
También en septiembre de 2006, Akane apareció en su primer video "sin censura", obviándose los píxeles impuestos por la censura del país para disimular las zonas genitales en la mayoría de las películas pornográficas japonesas. Posteriormente, hizo cuatro videos originales sin censura más, todos lanzados por Sky High Entertainment.
Akane también tuvo un papel en la película de acción principal del director Toru Ichikawa, Sekiryū no onna, que se estrenó en cines en octubre de ese año.

### "Shiofuki Queen"
Por su habilidad para realizar el shiofuki, el término japonés para referirse a la eyaculación femenina (en inglés squirt o squirting), Akane se hizo conocida como "Shiofuki Queen" en los videos japoneses para adultos. Los videos que se centraban en este talento incluían títulos como Hotaru Akane - Shiofuki Climax y Hotaru Akane - Paipan Mega Shiofuki Fuck, de diciembre de 2007. En entrevistas, expresó que para preparar tales escenas de shiofuki ingería una botella entera de agua antes de actuar. En junio de 2006, en la producción Hotaru Akane and Ayano Murasaki: Splash Heaven, la trama del video tenía a Akane compitiendo con la topjukujo o actriz "madura" (MILF) Ayano Murasaki. Love Splashing, lanzado el mes siguiente, era una colección con temática de shiofuki que agrupaba a Akane con otras actrices tan notables de la técnica como Ai Kurosawa.
Apareció en tres videos interraciales a principios de 2007: Bring It On Denma Black Dude en enero, Gal Dancer Black Dude Nakadashi en febrero, y Black Group Fuck en marzo con otras dos AV Idols.
Akane siempre se mostró orgullosa de su carrera como AV Idol, como mostró en las escenas postcréditos de Gals 'Battle Royal ～ Hotaru Kurenai X Chihiro Shina, obra que llegaría a ser lanzada en formato Blu-ray. Un video similar fue Versus, Hotaru Akane vs Satoko Tachibana, en el que Akane se enfrentaba a otras AV Idols ante la cámara para mostrar quién era la mejor intérprete erótica.
En el AV Open de 2007, el video de Akane Anal Splash Thick Lesbian United!, del estudio Croos y coprotagonizada por Chihiro Hara y Sakura Sakurada, ganó el primer lugar en la sección "Challenge Stage" y también se llevó el premio Lily Franky Honorary President.

### Últimos años y retiro
Akane se retiró de la actividad audiovisual en 2008, apenas cuatro años después de entrar en la misma, y lanzó su última producción, Final Gusher - Akane Hotaru's Retirement Work with Cross, en octubre de 2008. Mantuvo su blog abierto hasta agosto de 2009. En una entrevista concedida después de su retirada, Akane dijo que la gerencia trataba mejor a las actrices audiovisuales cuando comenzó su carrera (en 2004) y ahora las trataba como mercancías. Su consejo para los recién llegados a la industria fue establecer metas y mantener el control de su propio cuerpo.
En noviembre de 2008, Akane interpretó el papel de una celebridad pretenciosa en el thriller de acción del director Kazunori Kitasaki Triangle Connection. A principios de ese año, también actuó en la película de televisión de TV Asahi Mission Section Chief Hitoshi Tadano Special '08, emitida en febrero de 2008 y basada en el manga y drama televisivo Tokumei Kakarichō Tadano Hitoshi.
En marzo de 2008, Akane hizo su debut como cantante en un CD recopilatorio de celebridades titulado Mero Raba (Melodic Lover) dirigido a una audiencia femenina, contribuyendo a la letra de la canción Ai no Kuni, que también cantó. A diferencia de muchas otras actrices de videos para adultos que protegen cuidadosamente sus vidas privadas, Akane mantuvo un notorio perfil público. Además de sus apariciones en el espectro audiovisual, también destacó por sus publicaciones en su blog, consiguiendo notoriedad en la comunidad bloguera, con sus experiencias y comentarios. Akane también mantenía una cuenta en el sitio chino Sina Weibo, similar a las estadounidenses Facebook y Twitter, y en septiembre de 2012, creó un gran revuelo con una publicación sobre la disputa de las islas Senkaku, en la que se mostraba partidaria de su origen y posesión china. La respuesta en China fue abrumadoramente positiva, pero el agente de Akane publicó más tarde una aclaración diciendo que, si bien Akane deseaba que la disputa se resolviera pacíficamente, fue su traductor quien agregó la controvertida línea.

### Activista contra el Sida
Como celebridad de alto perfil en la industria del sexo, Akane fue invitada a hablar en un evento del Día Mundial de la Lucha contra el Sida en el distrito de Shibuya (Tokio) el 1 de diciembre de 2007. Cuando se le preguntó en una entrevista por qué se involucró en la lucha por concienciar sobre el Sida, Akane dijo que una estudiante de la Universidad de Waseda se acercó a ella y le pidió consejo sobre asuntos sexuales después de una conferencia que Akane había dado allí en un evento de concienciación sobre el sexo y el peligro de las ETS. Esto la hizo sentir que tenía una responsabilidad con los jóvenes que la admiraban como actriz y, como resultado, comenzó a trabajar en programas de concienciación pública para promover el sexo seguro y la detección del VIH.
Los esfuerzos de Akane se extendieron fuera de Japón, convirtiéndose en embajadora de la Fundación del SIDA de Taiwán. En diciembre de 2010 viajó a Shanghái para iniciar una campaña de prevención del SIDA que incluyó la distribución de condones a gente en la calle. También donó 5000 condones a una organización de Shanghái dedicada a prevenir enfermedades de transmisión sexual. En junio de 2012, el servicio de noticias en línea de Taiwán NowNews publicó un artículo sobre las diez AV Idols japoneses más importantes desde una perspectiva taiwanesa. Akane fue catalogada como la número uno en su selección y se detalló su trabajo sobre el SIDA en Taiwán.
Akane y otras estrellas AV japonesas (especialmente Sora Aoi) tienen un gran número de seguidores populares en China. Akane fue invitada a hablar en una clase sobre sexología en la Universidad Normal de China Central en Wuhan en marzo de 2012. Sin embargo, cuando miles de los estudiantes dijeron en línea que tenían la intención de asistir a la conferencia, la conferencia fue cancelada debido a problemas de seguridad. Cuando Akane llegó a Wuhan el 1 de marzo, dio su charla en la televisión local en lugar de en la universidad.

### Muerte
El cuerpo de Akane fue descubierto en su domicilio el 15 de agosto de 2016. Como causas probables de su fallecimiento, quedaron descartadas las hipótesis del suicidio o del juego sucio. Su gerente escribió que había estado sufriendo de una tos severa y que había evidencias de que estaba fumando. Se cree que su muerte fue causada por asfixia derivada de un ataque agudo de asma.